# Comuna Zemunik Donji, Zadar
Zemunik Donji este o comună în cantonul Zadar, Croația, având o populație de 2.060 de locuitori (2011).

## Demografie
Componența etnică a comunei Zemunik Donji
     Croați (90,87%)
     Sârbi (7,09%)
     Necunoscut (0,19%)
     Neclasificat (1,46%)
Componența confesională a comunei Zemunik Donji
     Catolici (89,71%)
     Ortodocși (8,16%)
     Necunoscută (0,63%)
     Alte religii (1,5%)
Conform recensământului din 2011, comuna Zemunik Donji avea 2.060 de locuitori. Din punct de vedere etnic, majoritatea locuitorilor (90,87%) erau croați, cu o minoritate de sârbi (7,09%). Apartenența etnică nu este cunoscută în cazul a 0,19% din locuitori. Din punct de vedere confesional, majoritatea locuitorilor (89,71%) erau catolici, cu o minoritate de ortodocși (8,16%). Pentru 0,63% din locuitori nu este cunoscută apartenența confesională.